# باثغيت
باثغيت (بالاسكتلندية: Bathket أو Bathkit)، هي منطقة في مقاطعة غرب لوثيان، في اسكتلندا، تُشير الدراسات إلى أنها كانت منطقة مسكونة قبل 3500 سنة قبل الميلاد، بلغ عدد سُكانها 20 ألفاً في إحصاء عام 2011.

## أعلام
- ديفيد تينانت
- برنارد غالاشر
- داريو فرانشيتي
- جيمس يانج سيمبسون
- فنسنت لوغان